# El Mataró
El Mataró es una masía del municipio español de Arbucias (Gerona) incluida en el Inventario del Patrimonio Arquitectónico de Cataluña.

## Descripción
El Mataró es una antigua masía formada per diversas edificaciones juntadas en tres plantas con diferentes niveles de altura. La parte más antigua está tocando la carretera y tiene una cubierta de doble vertiente y las aberturas están envueltas en piedra monolítica. La entrada es de un arco de medio punto abovedada y se encuentra cortada perpendicularmente a la fachada.
Este antiguo edificio ha sido reformado, ya que la parte delantera es más alta que la parte posterior y eso se aprecia en el tejado que ha sido levantada. Es en esta parte (en la fachada posterior) donde encontramos una ventana con la inscripción de 1715 a la dintel.
En cuanto al cuerpo adosado al lado derecho, es con vertiente a fachada y la entrada principal es de arco rebajado emarcat con piedra, con la inscripción de "José Mataró 1892", momento de su reconstrucción. Aquí las aberturas son rectangulares y me moldura as, con balcón y de construcción más moderna. Se añade a la derecha, otro cuerpo de dos plantas con una galería de arcos de medio punto y vidrieras en el primer piso, también más moderna.
Alrededor de la casa hay otras dependencias de trabajo. La finca está baile.

## Historia
Las masías documentados en el siglo XIII en la parroquia de Cerdans eran: Puig Aguilar, Serrat, Martorell, Solà, Fuente, Mataró, Rojo, Terreros, Palomeres, Castillo y Castellet. En los fogajes de 1497 y 1515 consta el Mataró de Cerdans.
Se menciona en el acta de los alrededores de la parroquia de San Cristóbal de Cerdans de 1736.
Documentado en el Catastro de 1743 y de 1800. Aparece también en el mapa de Julio Sierra de 1890.
En el padrón de 1883 la encontramos habitada por una familia de 7 miembros, en el padrón de 1940 constan dos familias una de 7 y otra de 2 miembros.
En el amillaramiento de 1935 aparece Juan Mataró Puente que declara el La Mataró, que limita a oriente con Terreros de Cerdans, mediante el torrente de cuello de Ravell y Cortals de Terreros, a mediodía con Rosquelles y Pere Joan Font, a poniente con Casadevall y al norte con Dalmau Miguel y Balma.